# Ernst Diehl

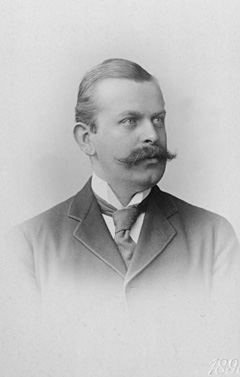
Ernst Diehl como profesor adjunto (1899).

Ernst Diehl (Emmerich, 9 de junio de 1874 - Múnich, 2 de febrero de 1947) fue un filólogo clásico y epigrafista alemán.

## Vida y obra
Hijo del director de instituto (Gymnasium) Josef August Diehl, Ernst Diehl estudió filología clásica y románica en Bonn con Hermann Usener, Franz Bücheler y Heinrich Nissen y después en Berlín, con Hermann Diels, Emil Hübner y Otto Kern. Se doctoró en 1897 y en 1906 fue nombrado profesor extraordinario de filología clásica en Jena. En 1911 recibió una cátedra de filología latina en Innsbruck; en 1925, en Halle, como sucesor de Georg Wissowa, cátedra que mantuvo hasta hacerse emérito en 1937.
Desde su tesis doctoral, el centro de gravedad del trabajo de Diehl estuvo en la epigrafía latina. Publicó varias ediciones críticas y selecciones (entre otros, inscripciones latinas antiguas, inscripciones de Pompeya y las Res Gestae Divi Augusti), pero, sobre todo, una colección en tres volúmenes de inscripciones cristianas. 
Posteriormente, Diehl dirigió el foco de sus esfuerzos a la filología griega. En este campo, su obra más importante fue la Anthologia Lyrica Graeca.

## Obras
- Inscriptiones Latinae Christianae veteres. 3 vols. Weidmann, Berlín 1924–1931.
- Anthologia Lyrica Graeca. 2 volúmenes. Teubner, Leipzig 1925. 2ª edic., 1934–1942.